# El Niño

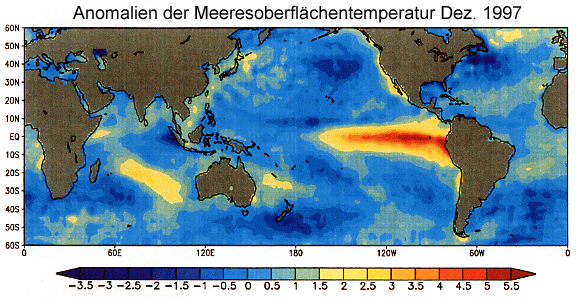
Temperatură anormală a apei marine măsurată la suprafață în (°C), observații făcute în decembrie 1997 în timpul unui puternic El Niños (Sursă: NCEP, NOAA)

El Niño (Copilul Domnului) se produce in zona tropicală, sudică, a Oceanului Pacific, din cauza încălzirii la suprafață a apelor oceanului și a deplasării acestora dinspre partea vestică spre partea estică (spre vestul Americii de Sud), generând pe litoral secete, furtuni și inundații.
Numele vine de la faptul că începutul său are loc în jurul datei Crăciunului în emisfera sudică și a fost dat de pescarii peruani, care au fost dezavantajați economic de acest fenomen, deoarece bancurile de pești se retrăgeau din apropierea coastelor Americii de Sud.
Acest fenomen generează anomalii climatice pe întreaga planetă, îndeosebi în zonele tropicale. Revenirea la normalitate este cunoscută sub denumirea de La Niña, când apele se răcesc și urmează perioade de secetă și vânt.